# Bogd úl
Bogd úl (mongolsky Богд уул) je horský masiv na jih od hlavního města Mongolska, Ulánbátaru, na levém břehu řeky Túl. Nachází se v Centrálním ajmagu kde zaujímá rozlohu 40,8 km². Nejvyšší horou je 2257 metrů vysoký Cecégün úl. Od roku 1996 je území biosférickou rezervací UNESCO.

## Příroda

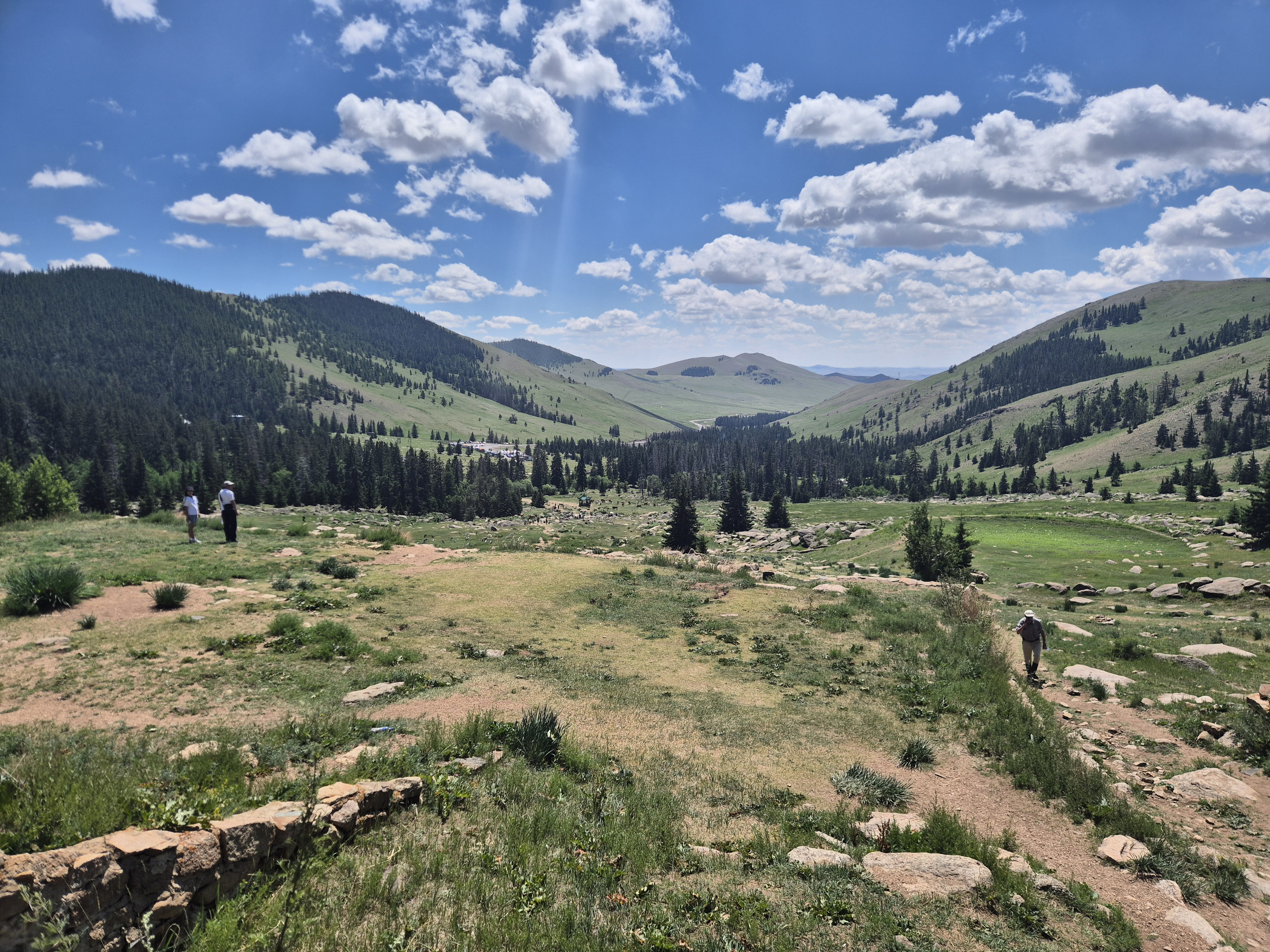
Bogd úl

Polovinu rozlohy Bogd úlu tvoří lesy. Zbytek tvoří plochy s keřovými porosty, horské stráně, louky a pastviny. Jde o nejjižnější hranici lesa v Mongolsku. Žije zde více než 40 druhů savců a desítky druhů ptáků. Roste zde více než 260 druhů rostlin.

## Historie
Bogd úl byl chráněn již ve 13. století a roku 1778 byl výnosem mandžuského císaře vyhlášen Hlavní posvátnou horou (Bogd chán úl) čtyř chalchských provincií Vnějšího Mongolska. Ve dvacátých letech 20. století zde čínská vojska v klášteře Mandzširyn chijd držela v zajetí Bogdgegéna - hlavu Vnějšího Mongolska. Bogdgegén byl osvobozen oddíly bělogvardějského dobrodruha barona Ungern von Sternberga. Po vzniku Mongolské lidové republiky byl status chráněného území potvrzen, svatyně na Cecégün úlu a klášter Mandzširyn chijd však byly vypáleny.